# Carrera Panamericana 1953
Navigation
Édition précédente Édition suivante
Les Carrera Panamericana 1953, disputées du 19 novembre 1953 au 23 novembre 1953 au Mexique, est la quatrième édition de l'épreuve et la septième et dernière manche du Championnat du monde des voitures de sport 1953.

## Course

### Classement de la course
| Pos.    | Classe | N°  | Écurie                                 | Pilote(s)                                       | Voiture                               | Étapes | Temps                                      |
| ------- | ------ | --- | -------------------------------------- | ----------------------------------------------- | ------------------------------------- | ------ | ------------------------------------------ |
| 1       | S+1.6  | 36  | Scuderia Lancia                        | Juan Manuel Fangio Gino Bronzoni                | Lancia D24 Pininfarina                | 8      | 18 h 11 min 00 s                           |
| 2       | S+1.6  | 22  | Scuderia Lancia                        | Piero Taruffi Luigi Maggio                      | Lancia D24 Pininfarina                | 8      | 18 h 18 min 51 s                           |
| 3       | S+1.6  | 38  | Scuderia Lancia                        | Eugenio Castellotti Carlo Luoni                 | Lancia D23 Pininfarina                | 8      | 18 h 24 min 52 s                           |
| 4       | S+1.6  | 26  | Scuderia Guastalla                     | Guido Mancini Fabrizio Serena di Lapigio        | Ferrari 375 MM Pininfarina Berlinetta | 8      | 19 h 40 min 29 s                           |
| 5       | S+1.6  | 6   | Club Francia Amigos de la Panamericana | Louis Rosier                                    | Talbot-Lago T26GS                     | 8      | 20 h 11 min 22 s                           |
| 6       | S+1.6  | 23  | Scuderia Guastalla                     | Mario Ricci Forese Salviati                     | Ferrari 375 MM Pininfarina Berlinetta | 8      | 20 h 16 min 28 s                           |
| 7       | T      | 52  | Bob Estes                              | Chuck Stevenson Clay Smith                      | Lincoln Capri                         | 8      | 20 h 31 min 32 s                           |
| 8       | T      | 53  | Bob Estes                              | Walt Faulkner Chuck Daigh                       | Lincoln Capri                         | 8      | 20 h 32 min 55 s                           |
| 9       | T      | 95  | Ronald Ferguson                        | Jack McGrath Manuel Ayulo                       | Lincoln Capri                         | 8      | 20 h 33 min 07 s                           |
| 10      | T      | 51  | Bob Estes                              | Johnny Mantz Bill Stroppe                       | Lincoln Capri                         | 8      | 20 h 33 min 30 s                           |
| 11      | S+1.6  | 5   | Efraín Ruiz Echeverría                 | Efraín Ruiz Echeverría Pedro Villegas Becerril  | Ferrari 250 MM Pininfarina            | 8      | 20 h 48 min 29 s                           |
| 12      | T      | 66  | A. B. Poe                              | Tommy Drisdale Johnny Gomez                     | Chrysler New Yorker                   | 8      | 21 h 21 min 19 s                           |
| 13      | T      | 67  | Knox Converse                          | Royal Russell Jesse Ashley                      | Chrysler New Yorker                   | 8      | 21 h 34 min 26 s                           |
| 14      | S+1.6  | 11  | Akton Miller                           | Ak Miller Douglas Harrison                      | Caballo de Hiero-Oldsmobile           | 8      | 22 h 07 min 36 s                           |
| 15      | T      | 60  | Oscar Alfredo Gálvez                   | Oscar Alfredo Gálvez Eduardo Martínez           | Lincoln Capri                         | 8      | 22 h 18 min 44 s                           |
| 16      | T      | 79  | Jorge Descote                          | Jorge Descote                                   | Lincoln Capri                         | 8      | 22 h 27 min 01 s                           |
| 17      | T      | 64  | E. N. de Milo                          | Ernesto Petrini Alberto Fiorentini              | Lincoln Capri                         | 8      | 22 h 28 min 36 s                           |
| 18      | T      | 59  | Douglas Ehlinger                       | Douglas Ehlinger Luis Solorio                   | Packard Mayfair                       | 8      | 22 h 34 min 40 s                           |
| 19      | T      | 72  | Thomas A. Deal                         | Bill Sterling Julius L. Colspret                | Cadillac Series 62                    | 8      | 22 h 40 min 30 s                           |
| 20      | T      | 93  | Pat Zoccano                            | Pat Zoccano Glen N. Barnhart                    | Buick                                 | 8      | 22 h 42 min 21 s                           |
| 21      | T      | 55  | Union de Choferes                      | Roberto Belmar Angel Acar Valle                 | DeSoto Diplomat                       | 8      | 22 h 45 min 02 s                           |
| 22      | T      | 101 | Arturo Alvarez Tostado                 | Arturo Alvarez Tostado Alfredo Cabrero Porras   | Chrysler New Yorker                   | 8      | 22 h 50 min 59 s                           |
| 23      | T      | 118 | James Rice                             | Ferdinando de Leeuw Murphy Cornelio Medina      | Lincoln Capri                         | 8      | 22 h 51 min 28 s                           |
| 24      | T      | 113 | Ricardo Ramirez                        | Ricardo Ramírez                                 | Oldsmobile 88                         | 8      | 23 h 01 min 10 s                           |
| 25      | S+1.6  | 25  | Guillermo Girón                        | Guillermo Girón Rodolfo Beaudin                 | Jaguar XK120                          | 8      | 23 h 01 min 49 s                           |
| 26      | T      | 102 | Juan de Aguinaco                       | Juan de Aguinaco                                | Oldsmobile 88                         | 8      | 23 h 02 min 47 s                           |
| 27      | T      | 70  | Al Rogers                              | Al Rogers Ralph Rogers                          | Chrysler New Yorker                   | 8      | 23 h 13 min 45 s                           |
| 28      | T      | 88  | Ernest C. Hall                         | Ernest C. Hall Louis Unser                      | Buick                                 | 8      | 23 h 14 min 35 s                           |
| 29      | T      | 87  | Luis Rafael Garzon                     | Luis Rafael Garzon William Griebling            | Oldsmobile 88                         | 8      | 23 h 28 min 15 s                           |
| 30      | T      | 114 | Hector Rivapalacio                     | Hector Riva Palacio Carlos Condey               | Oldsmobile 88                         | 8      | 23 h 28 min 20 s                           |
| 31      | T      | 82  | Gilberto Julian Riega                  | Gilberto Julian Riega Modesto Jose Riega        | Lincoln Capri                         | 8      | 23 h 55 min 50 s                           |
| 32      | S1.6   | 152 | José Herrarte Ariano                   | José Sala Herrarte Ariano Carlos A. González    | Porsche 550 Coupé                     | 8      | 23 h 57 min 04 s                           |
| 33      | S1.6   | 158 |                                        | Fernando Segura                                 | Porsche 356 Super                     | 8      | 24 h 18 min 25 s                           |
| 34      | TS     | 217 | C. D. Evans                            | C. D. Evans Walter Krause, Jr.                  | Chevrolet 210                         | 8      | 24 h 48 min 21 s                           |
| 35      | TS     | 207 | Norman Patterson                       | Norman Patterson Bernie Shires                  | Ford V8                               | 8      | 24 h 58 min 55 s                           |
| 36      | TS     | 209 | Oscar Cabalen                          | Oscar Cabalén Guillermo Ibanda                  | Ford 6                                | 8      | 25 h 03 min 48 s                           |
| 37      | TS     | 259 | Scott F. Yantis                        | Scott F. Yantis                                 | Chevrolet 210                         | 8      | 25 h 09 min 51 s                           |
| 38      | TS     | 235 | Malcolm Eckart                         | Malcolm Eckart Carroll Hamplemann               | Hudson Jet                            | 8      | 25 h 17 min 05 s                           |
| 39      | TS     | 238 | Humberto Maneglia                      | Humberto Maneglia                               | Ford 6                                | 8      | 25 h 34 min 27 s                           |
| 40      | TS     | 222 | Hector Ortiz Palacios                  | Hector Ortiz Palacios Ramon Leal Contreras      | Plymouth Belvedere                    | 8      | 25 h 53 min 31 s                           |
| 41      | TS     | 204 | Segurs Chapultepec                     | Francisco Ramirez Fonseca Alberto Maya Juarez   | Hudson Jet                            | 8      | 25 h 59 min 48 s                           |
| 42      | TS     | 225 | Enrique Paredes                        | Enrique Paredes Luis Herrastri                  | Hudson Jet                            | 8      | 26 h 00 min 42 s                           |
| 43      | TS     | 245 | Tadeo Taddia                           | Tadeo Taddia Sebastian Florencio                | Chevrolet 210                         | 8      | 26 h 01 min 53 s                           |
| 44      | TS     | 268 | Miguel Vinardell                       | Miguel Vinardell                                | Chevrolet Bel Air                     | 8      | 26 h 03 min 33 s                           |
| 45      | TS     | 256 | Baltazar Alaimo                        | Baltazar Alaimo Eliseo Rodriguez                | Chevrolet 210                         | 8      | 26 h 04 min 08 s                           |
| 46      | T      | 147 | Clemente Aspe                          | Clemente Aspe                                   | Mercury Monterey                      | 8      | 26 h 05 min 44 s                           |
| 47      | TS     | 282 | Rafael Larocca                         | Rafael Larocca                                  | Ford 6                                | 8      | 26 h 06 min 05 s                           |
| 48      | TS     | 210 | Morelos                                | Carlos Diaz Garcilazo Enrique Alvarado          | Studebaker Champion                   | 8      | 26 h 10 min 36 s                           |
| 49      | TS     | 228 | Luis Maria Martorani                   | Luis Maria Martorani                            | Ford Victoria                         | 8      | 26 h 11 min 56 s                           |
| 50      | TS     | 244 | Guillermo G. Airaldi                   | Guillermo G. Airaldi Francisco Spatafora        | Chevrolet 210                         | 8      | 26 h 25 min 21 s                           |
| 51      | TS     | 258 | Domingo B. Lombardi                    | Domingo B. Lombardi Jorge Jose Ferrario         | Ford 6                                | 8      | 26 h 27 min 41 s                           |
| 52      | TS     | 277 | Robert E. Barckimer                    | Robert E. Barckimer Frank Danley                | Ford 6                                | 8      | 26 h 40 min 39 s                           |
| 53      | TS     | 215 | Leones Doroles Club, Hidalgo           | Rafael González Sandoval Aurelio Lara           | Nash Statesman                        | 8      | 26 h 54 min 23 s                           |
| 54      | TS     | 272 | Carlos Fortunati Firpo                 | Carlos Fortunati Firpo                          | Ford 6                                | 8      | 27 h 00 min 50 s                           |
| 55      | TS     | 276 | Oscar Martorani                        | Oscar Martorani                                 | Ford 6                                | 8      | 27 h 01 min 13 s                           |
| 56      | TS     | 248 | Carlos Pfeffer                         | Carlos Pfeffer Antonoi Lius Michelini           | Ford 6                                | 8      | 28 h 07 min 55 s                           |
| 57      | TS     | 278 | Carlos Battilana Olazabal              | Carlos Battilana Olazabal                       | Ford 6                                | 8      | 28 h 14 min 19 s                           |
| 58      | TS     | 255 | Guillermo Marenghini                   | Guillermo Marenghini Alfred Rho                 | Chevrolet                             | 8      | 28 h 24 min 41 s                           |
| 59      | TS     | 227 | Sebastian Gonzalez                     | Sebastián González Carlos Soto Olivares         | Ford Victoria                         | 8      | 28 h 27 min 21 s                           |
| 60      | TS     | 257 | Omar Nestor Bide White                 | Omar Nestor Bide White                          | Chevrolet 210                         | 8      | 30 h 53 min 14 s                           |
| 61 NC   | S1.6   | 155 | Hans Hugo Hartmann                     | Hans-Hugo Hartmann                              | Borgward Hansa 1500 RS                | 8      | Temps limite atteint                       |
| 62 DNF  | S1.6   | 154 | Jaroslav Juhan                         | Jaroslav Juhan Antonio Asturias Hall            | Porsche 550 Coupé                     | 7      | Mécanique                                  |
| 63 DNF  | S1.6   | 162 | Manfredo Lippmann                      | Manfredo Lippmann                               | Porsche 356 Super                     | 7      | Mécanique                                  |
| 64 DNF  | TS     | 218 | Remo Gamalero                          | Remo Gamalero Juan Carlos Domínguez             | Ford 6                                | 7      | Mécanique                                  |
| 65 DNF  | TS     | 269 | Mario Reibaldi                         | Mario Reibaldi                                  | Ford 6                                | 7      | Temps limite atteint                       |
| 66 DNF  | TS     | 271 | Jorge Daponte                          | Jorge Daponte                                   | Chevrolet 210                         | 7      | Mécanique                                  |
| 67 DNF  | T      | 63  | Liga Nacional del Transporte           | Luis Leal Solares Alfredo Garcia Avila          | Lincoln Capri                         | 6      | Temps limite atteint                       |
| 68 DNF  | TS     | 233 | Andres Ferreno Barreiro                | Andres Ferreno Barreiro Juan Carlos Suárez      | Ford 6                                | 6      | ?                                          |
| 69 DNF  | TS     | 262 | Agustin Aguaviva                       | Agustin Aguaviva                                | Ford 6                                | 6      | ?                                          |
| 70 DNF  | S+1.6  | 9   | O'Farrill                              | Jean Trévoux Jean Bachereaux                    | Packard Motto Special                 | 5      | ?                                          |
| 71 DNF  | T      | 57  | E. Carl Kiekhaefer                     | Frank Menendez James E. Beake                   | Chrysler New Yorker                   | 5      | Temps limite atteint                       |
| 72 DNF  | S1.6   | 151 | Calzado Canada                         | Salvador López Chávez                           | Porsche 356                           | 5      | Moteur                                     |
| 73 DNF  | TS     | 212 | Douglas Marimon                        | Douglas Marimon                                 | Ford 6                                | 5      | ?                                          |
| 74 DNF  | TS     | 240 | Vincente Tirabasso                     | Vincente Tirabasso                              | Chevrolet                             | 5      | ?                                          |
| 75 DNF  | TS     | 254 | Angel Lovalvo                          | Angel Lovalvo Antonio Spampinato                | Ford Victoria                         | 5      | ?                                          |
| 76 DNF  | S+1.6  | 7   | Club Francia Amigos de la Panamericana | Jean Behra                                      | Gordini T24S                          | 4      | Accident                                   |
| 77 DNF  | S+1.6  | 8   | Club Francia Amigos de la Panamericana | Jean Lucas                                      | Gordini T16S                          | 4      | Temps limite atteint                       |
| 78 DNF  | S+1.6  | 12  | Scuderia Guastalla                     | Umberto Maglioli Piero Cassani                  | Ferrari 375 MM Pininfarina Berlinetta | 4      | Perte d'une roue et accident               |
| 79 DNF  | S1.6   | 153 | Guillermo Suhr                         | Guillermo Suhr Contreras Oscar Alfonso          | Porsche 356                           | 4      | Temps limite atteint (accident)            |
| 80 DNF  | TS     | 280 | Jose Brea                              | Jose Brea Alfonso Moreno                        | Ford 6                                | 4      | ?                                          |
| 81 DNF  | S+1.6  | 34  | Scuderia Lancia                        | Felice Bonetto                                  | Lancia D24 Pininfarina                | 3      | Accident (mortel)                          |
| 82 DNF  | S+1.6  | 50  | Scuderia Lancia                        | Giovanni Bracco                                 | Lancia D23 Pininfarina                | 3      | Accident                                   |
| 83 DNF  | T      | 61  | Philips Radio Mexico                   | Felix Cerda Loza José Aguilar                   | Lincoln Capri                         | 3      | Moteur                                     |
| 84 DNF  | T      | 80  | Hayes/McNamamra                        | Keith Andrews Pete Woods, Jr.                   | Cadillac Series 62                    | 3      | ?                                          |
| 85 DNF  | T      | 149 | Ray Crawford                           | Ray Crawford                                    | Lincoln Capri                         | 3      | Moteur                                     |
| 86 DNF  | TS     | 221 | Manuel Hidalgo                         | Manuel Hidalgo Luis Bicio                       | Ford 6                                | 3      | ?                                          |
| 87 DNF  | TS     | 223 | Jose Rubiol Roca                       | Jose Rubiol Roca                                | Ford 6                                | 3      | Moteur                                     |
| 88 DNF  | TS     | 239 | Daniel Musso                           | Daniel Musso                                    | Ford 6                                | 3      | ?                                          |
| 89 DNF  | TS     | 241 | Manuel Cobas                           | Manuel Cobas                                    | Ford 6                                | 3      | ?                                          |
| 90 DNF  | TS     | 247 | Ricardo Julian Manrique                | Ricardo Julian Manrique                         | Chevrolet                             | 3      | ?                                          |
| 91 DNF  | TS     | 252 | Fernando Tirabasso                     | Fernando Tirabasso Antonio Vidal                | Ford Victoria                         | 3      | ?                                          |
| 92 DNF  | TS     | 253 | Hugo Servetto                          | Hugo Servetto Francisco Vega Monroy             | Ford Victoria                         | 3      | ?                                          |
| 93 DNF  | TS     | 286 | Ruben J. Joly                          | Ruben J. Joly                                   | Chevrolet                             | 3      | ?                                          |
| 94 DNF  | TS     | 288 | Eugenio Veicier                        | Eugenio Veicier Alfonso Hernandez               | Chevrolet 210                         | 3      | Accident                                   |
| 95 DNF  | TS     | 300 | Anza Hermanos                          | Rogelio Anza Ricardo Pola                       | Ford 6                                | 3      | Accident                                   |
| 96 DNF  | S+1.6  | 4   | Allen Guiberson                        | Phil Hill Richie Ginther                        | Ferrari 340 Mexico Vignale Coupé      | 2      | Accident                                   |
| 97 DNF  | S+1.6  | 21  | Tony Bettenhausen                      | Tony Bettenhausen Duane Carter Murrell Belanger | Kurtis-Chrysler 500K                  | 2      | Temps limite atteint (problème électrique) |
| 98 DNF  | S+1.6  | 45  | Scuderia Guastalla                     | Luigi Chinetti Alfonso de Portago               | Ferrari 375 MM Vignale Spyder         | 2      | Temps limite atteint (moteur)              |
| 99 DNF  | T      | 89  | Universidad Militar                    | Otto Becker Estrada Marcel Carrel               | Oldsmobile 88                         | 2      | ?                                          |
| 100 DNF | T      | 97  | Mario Andreini                         | Mario Andreini                                  | Mercury Monterey                      | 2      | Temps limite atteint                       |
| 101 DNF | T      | 150 | Charles Royal                          | Charles Royal George Clark                      | Cadillac Series 62                    | 2      | ?                                          |
| 102 DNF | S1.6   | 159 | Dr. Ing. Porsche K.G.                  | Karl Kling                                      | Porsche 550 Spyder                    | 2      | Arbre de transmission                      |
| 103 DNF | S1.6   | 160 | Dr. Ing. Porsche K.G.                  | Hans Herrmann                                   | Porsche 550 Spyder                    | 2      | Bras de direction et accident              |
| 104 DNF | S1.6   | 165 | William Doheny                         | Ernie McAfee George Metger                      | Siata 208S                            | 2      | ?                                          |
| 105 DNF | TS     | 219 | Juan Fernando Piersanti                | Juan Fernando Piersanti Oscar Piersanti         | Chevrolet                             | 2      | ?                                          |
| 106 DNF | TS     | 243 | Osvaldo Jose Mantega                   | Osvaldo Jose Mantega Ernesto Nunez              | Chevrolet 210                         | 2      | ?                                          |
| 107 DNF | TS     | 251 | Arnaldo de Tomas                       | Arnaldo de Tomas                                | Ford Victoria                         | 2      | ?                                          |
| 108 DNF | S+1.6  | 1   | Robredo                                | Fernando Razo Maciel Javier Montes de Oca       | Chrysler New Yorker Special           | 1      | Moteur                                     |
| 109 DNF | S+1.6  | 10  | José Antonio Solana                    | José Antonio Solana Alfonso Iniesta             | Solana–Oldsmobile                     | 1      | ?                                          |
| 110 DNF | S+1.6  | 13  | Javier Razo Maciel                     | Oscar Fano Bush Raul Aurelio Martinez           | Glasspar –Mercury                     | 1      | Temps limite atteint                       |
| 111 DNF | S+1.6  | 14  | Fernando Dujan Mejia                   | Fernando Dujan Mejia Antonio Mucharras          | Cadillac                              | 1      | Temps limite atteint                       |
| 112 DNF | S+1.6  | 16  | E. Carl Kiekhaefer                     | John Fitch Bud Boile                            | Chrysler New Yorker Special           | 1      | Temps limite atteint                       |
| 113 DNF | S+1.6  | 35  | Jose Ham Gunam                         | Jose Ham Gunam Armando Santamaria               | Ham Special                           | 1      | Temps limite atteint                       |
| 114 DNF | T      | 54  | Fernando Carriles Pagaza               | Fernando Carriles Pagaza Jorge Goudet           | Lincoln Capri                         | 1      | Temps limite atteint                       |
| 115 DNF | T      | 56  | E. Carl Kiekhaefer                     | Bob Korf Don Ziebell                            | Chrysler New Yorker                   | 1      | ?                                          |
| 116 DNF | T      | 58  | Vinilsa                                | Vladimiro Cheterquin Olanque Martin Pecastaing  | Cadillac Series 62                    | 1      | Temps limite atteint                       |
| 117 DNF | T      | 69  | H. W. Dietrich                         | Rodger Ward Miles Spickler                      | Lincoln Capri                         | 1      | Accident                                   |
| 118 DNF | T      | 92  | Edward Stringer                        | Edward A. Stringer David C. Stringer            | Cadillac Series 62                    | 1      | ?                                          |
| 119 DNF | T      | 96  | Arquimedes A. del Saz                  | Arquimedes A. del Saz                           | Mercury Monterey                      | 1      | Temps limite atteint                       |
| 120 DNF | T      | 99  | William Toia                           | Duane Carter                                    | Lincoln Capri                         | 1      | ?                                          |
| 121 DNF | T      | 103 | Juan Jose Courtney                     | Juan Jose Courtney Carlos Zambrano              | Oldsmobile 88                         | 1      | ?                                          |
| 122 DNF | T      | 121 | Alianza Camioneres de Mexico           | Abelardo Matamoros Acosta Raul Blancas          | Lincoln Capri                         | 1      | ?                                          |
| 123 DNF | S1.6   | 199 | Joaquin Castillo de la Fuente          | Joaquin Castillo de la Fuente                   | Porsche 356 SL                        | 1      | Temps limite atteint                       |
| 124 DNF | S1.6   | 200 | Jacqueline Evans de López              | Jacqueline Evans                                | Porsche 356                           | 1      | Temps limite atteint                       |
| 125 DNF | TS     | 201 | Carlos Rogelio Anza                    | Octavio Anza Esquivel Ricardo Anza              | Ford V-8                              | 1      | ?                                          |
| 126 DNF | TS     | 202 | Bonos del Ahorro Nacional              | Guillermo Albafull Billey Saidel                | Ford V-8                              | 1      | ?                                          |
| 127 DNF | TS     | 205 | Jose Antonio Marin                     | Jose Antonio Marin Miguel Lecuona               | Plymouth Belvedere                    | 1      | ?                                          |
| 128 DNF | TS     | 208 | A. B. Poe                              | Frank Davis Dennis Cannon                       | Plymouth Belvedere                    | 1      | ?                                          |
| 129 DNF | TS     | 211 | Dario Ramonda                          | Dario Ramonda Armando Lopez                     | Ford 6                                | 1      | Temps limite atteint                       |
| 130 DNF | TS     | 214 | Chiapas                                | Carlos Alvarado Castanon Luis Ascencio Cordero  | Studebaker Champion                   | 1      | ?                                          |
| 131 DNF | TS     | 229 | Alberto Augusto Crespo                 | Alberto Augusto Crespo Jacinto Alvarez          | Ford Victoria                         | 1      | ?                                          |
| 132 DNF | TS     | 236 | Roberto Salmon Corona                  | Roberto Salmon Corona Jorge Sojo Guzman         | Ford V-8                              | 1      | ?                                          |
| 133 DNF | TS     | 249 | Pedro Beamonte                         | Pedro Beamonte Francisco R. Rodriguez           | Ford 6                                | 1      | ?                                          |
| 134 DNF | TS     | 250 | Kaiser Mexico                          | Manuel Luz Meneses                              | Kaiser Manhattan                      | 1      | ?                                          |
| 135 DNF | TS     | 261 | Carlos Maria Silva Ferrer              | Carlos Maria Silva Ferrer                       | Ford 6                                | 1      | ?                                          |
| 136 DNF | TS     | 265 | Ramon Enrique Bauzada                  | Ramon Enrique Bauzada                           | Ford 6                                | 1      | ?                                          |
| 137 DNF | TS     | 273 | Marcelo Alos Vercher                   | Marcelo Alos Vercher                            | Chevrolet 210                         | 1      | ?                                          |
| 138 DNF | TS     | 279 | Constante Luis Mundo                   | Constante Luis Mundo                            | Chevrolet 210                         | 1      | ?                                          |
| 139 DNF | TS     | 295 | Benito Flores Estavillo                | Benito Flores Estavillo Manuel Calzadillas Vega | Ford 6                                | 1      | Temps limite atteint                       |
| 140 DNF | TS     | 296 | Carlos Buenaventura Perez              | Carlos Buenaventura Perez Guillermo Romero      | Mercury Monterey                      | 1      | ?                                          |
| 141 DNF | S+1.6  | 3   | Owen Gray                              | Owen Gray E. J. Elliason                        | Chrysler New Yorker Special           | 0      | Mécanique                                  |
| 142 DNF | S+1.6  | 15  | Scuderia Guastalla                     | Antonio Stagnoli Giuseppe Scotuzzi              | Ferrari 375 MM Pininfarina Berlinetta | 0      | Accident (mortel)                          |
| 143 DNF | S+1.6  | 17  | Jack Ensley                            | Jack Ensley Stephen Spitler                     | Kurtis-Cadillac 500K                  | 0      | Panne d'essence                            |
| 144 DNF | S+1.6  | 18  | Francisco Ibarra                       | Francisco Ibarra                                | Jaguar C-Type                         | 0      | ?                                          |
| 145 DNF | S+1.6  | 19  | Jorge Moctezuma                        | Jorge Moctezuma Antonio Ferreira                | Ford V-8                              | 0      | Accident                                   |
| 146 DNF | S+1.6  | 20  | E. Carl Kiekhaefer                     | Reginald McFee George Thompson                  | Chrysler New Yorker Special           | 0      | Accident                                   |
| 147 DNF | T      | 65  | Hilton Motors                          | Bill Vukovich Vern Houle                        | Lincoln Capri                         | 0      | Boîte de vitesses                          |
| 148 DNF | T      | 74  | Raimundo Corona Illescas               | Raymundo Corona Jesus Martin del Campo          | Packard Mayfair                       | 0      | Accident                                   |
| 149 DNF | T      | 75  | Aldredo Macias                         | Aldredo Macias Rodolfo Hugo                     | Mercury Monterey                      | 0      | Mécanique                                  |
| 150 DNF | T      | 83  | Rudolph Ryans                          | Rudolph Ryans                                   | Lincoln Capri                         | 0      | Incendie                                   |
| 151 DNF | T      | 85  | Jacobo Muniele Falick                  | Jacobo Muniele Falick                           | Lincoln Capri                         | 0      | Mécanique                                  |
| 152 DNF | T      | 148 | Hugo Aspe                              | Hugo Aspe Ancieto T. Aspe                       | Mercury Monterey                      | 0      | Accident                                   |
| 153 DNF | S1.6   | 156 | Adolf Brudes                           | Adolf Brudes                                    | Borgward Hansa 1500 RS                | 0      | Accident                                   |
| 154 DNF | S1.6   | 157 | Jacques Péron                          | Jacques Péron                                   | O.S.C.A. MT4 1100                     | 0      | Pnaus                                      |
| 155 DNF | TS     | 203 | Morelos                                | Olegario Perez Pliego Guillermo Estrada         | Studebaker Champion                   | 0      | Accident                                   |
| 156 DNF | TS     | 213 | Alfonso Cesar Franc—o                  | Alfonso Cesar Franco Jose Hernández             | Ford 6                                | 0      | Accident                                   |
| 157 DNF | TS     | 216 | Antonio Adrian Zarantonello            | Antonio Adrian Zarantonello                     | Ford 6                                | 0      | Accident                                   |
| 158 DNF | TS     | 220 | Ramiro Aguilar, Jr.                    | Ramiro Aguilar, Jr. Joe Blanco                  | Chevrolet 210                         | 0      | Accident                                   |
| 159 DNF | TS     | 224 | Surroz Ford                            | Bob Christie Kenneth M. Wood                    | Ford 6                                | 0      | Accident                                   |
| 160 DNF | TS     | 226 | Alberto August                         | Mickey Thompson Rodger Flores                   | Ford 6                                | 0      | Accident                                   |
| 161 DNF | TS     | 230 | Ernesto Nanni                          | Ernesto Nanni                                   | Chevrolet                             | 0      | Mécanique                                  |
| 162 DNF | TS     | 232 | Alfredo Cogorno                        | Alfredo Cogorno                                 | Ford 6                                | 0      | Mécanique                                  |
| 163 DNF | TS     | 234 | Radio 620                              | Oscar Cepeda Luis Pombo Rivadeneyra             | Willys Aero                           | 0      | Accident                                   |
| 164 DNF | TS     | 242 | Nestor Luis Lafage                     | Nestor Luis Lafage                              | Ford 6                                | 0      | Mécanique                                  |
| 165 DNF | TS     | 246 | Adolfo Sogolo                          | Adolfo Sogolo                                   | Ford Victoria                         | 0      | Mécanique                                  |
| 166 DNF | TS     | 266 | Mario Jorge de Poli                    | Mario Jorge de Poli                             | Ford 6                                | 0      | Mécanique                                  |
| 167 DNF | TS     | 267 | Jorge Pedro Castellano                 | Jorge Pedro Castellano                          | Ford 6                                | 0      | Mécanique                                  |
| 168 DNF | TS     | 270 | Radio 620                              | Jorge Cepeda Mier y Teran Heron Cabrera         | Willys Aero                           | 0      | Mécanique                                  |
| 169 DNF | TS     | 275 | Miguel Gustavo Molinero                | Miguel Gustavo Molinero                         | Ford 6                                | 0      | Mécanique                                  |
| 170 DNF | TS     | 285 | Francisco Casuscelli                   | Francisco Casuscelli                            | Plymouth Belvedere                    | 0      | Mécanique                                  |
| 181 DNF | TS     | 290 | Federico Herrero                       | Federico Herrero                                | Ford 6                                | 0      | Mécanique                                  |
| 182 DSQ | T      | 73  | Richard D. Doane                       | Jim Rathmann Irving Kirbell                     | Oldsmobile 88                         | 8      | 21 h 16 min 47 s                           |